# Économie de la Serbie
L'économie de la Serbie est basée principalement sur les services, qui représentent environ 49 % du PIB (estimation de 2017).
La Serbie est candidate à l'adhésion à l'Union européenne, son partenaire commercial le plus important.
Ces dernières années, la Serbie a connu une tendance de plus en plus rapide des investissements directs étrangers, y compris de nombreuses multinationales comme US Steel, Philip Morris, Microsoft, Fiat, Lukoil, Coca-Cola, Gazprom, Lafarge, Siemens,.
Le pays dispose de nombreux accords de libre échange qui permettent un accès sans droits de douane aux marchés de plus d'un milliard de personnes dans le monde. Le pays dispose également de l'une des dettes publiques les plus faibles en Europe (47,2 % du PIB en 2024), et de ressources naturelles variées (or, plomb, cuivre, zinc).

## Les tendances macroéconomiques
La croissance moyenne du PIB de la Serbie des dix dernières années était de 4,45 % par an.
| PIB (projection et estimation à partir de 2010) | PIB (projection et estimation à partir de 2010) | PIB (projection et estimation à partir de 2010) | PIB (projection et estimation à partir de 2010) | PIB (projection et estimation à partir de 2010) | PIB (projection et estimation à partir de 2010) | PIB (projection et estimation à partir de 2010) | PIB (projection et estimation à partir de 2010) | PIB (projection et estimation à partir de 2010) | PIB (projection et estimation à partir de 2010) | PIB (projection et estimation à partir de 2010) | PIB (projection et estimation à partir de 2010) | PIB (projection et estimation à partir de 2010) | PIB (projection et estimation à partir de 2010) | PIB (projection et estimation à partir de 2010) | PIB (projection et estimation à partir de 2010) |
| ----------------------------------------------- | ----------------------------------------------- | ----------------------------------------------- | ----------------------------------------------- | ----------------------------------------------- | ----------------------------------------------- | ----------------------------------------------- | ----------------------------------------------- | ----------------------------------------------- | ----------------------------------------------- | ----------------------------------------------- | ----------------------------------------------- | ----------------------------------------------- | ----------------------------------------------- | ----------------------------------------------- | ----------------------------------------------- |
| Année                                           | 2000                                            | 2001                                            | 2002                                            | 2003                                            | 2004                                            | 2005                                            | 2006                                            | 2007                                            | 2008                                            | 2009                                            | 2010                                            | 2011                                            | 2012                                            | 2013                                            | 2014                                            |
| PIB (en milliards USD)                          | 8,7                                             | 11,5                                            | 15,3                                            | 19,8                                            | 23,8                                            | 25,3                                            | 29,7                                            | 39,9                                            | 50,0                                            | 42,4                                            | 44,59                                           | 47,03                                           | 51,11                                           | 55,84                                           | 61,11                                           |
| Taux de croissance du PIB                       | 4,5 %                                           | 4,8 %                                           | 4,2 %                                           | 2,5 %                                           | 8,2 %                                           | 6,0 %                                           | 5,6 %                                           | 7,1 %                                           | 5,6 %                                           | -4,0 %                                          | 1,9 %                                           | 3,0 %                                           | 5,0 %                                           | 5,5 %                                           | 5,5 %                                           |
| PIB par habitant (USD)                          | 1 160                                           | 1 536                                           | 2 036                                           | 2 640                                           | 3 186                                           | 3 408                                           | 4 009                                           | 5 387                                           | 6 781                                           | 5 742                                           | 6 029                                           | 6 345                                           | 6 883                                           | 7 504                                           | 8 196                                           |
| PIB (PPA) par habitant                          | 5 713                                           | 6 177                                           | 6 512                                           | 6 857                                           | 7 638                                           | 8 357                                           | 9 141                                           | 10 071                                          | 10 810                                          | 10 540                                          | 10 839                                          | 11 302                                          | 12 054                                          | 12 941                                          | 13 891                                          |
| Source : FMI, octobre 2010                      |                                                 |                                                 |                                                 |                                                 |                                                 |                                                 |                                                 |                                                 |                                                 |                                                 |                                                 |                                                 |                                                 |                                                 |                                                 |

| Le graphique qui aurait dû être présenté ici ne peut pas être affiché car il utilise l'ancienne extension Graph, désactivée pour des questions de sécurité. Des indications pour créer un nouveau graphique avec la nouvelle extension Chart sont disponibles ici . |
| Source Eurostat. |

Les principales industries serbes couvrent les métaux de base, les meubles, l'industrie alimentaire, les machines, l'industrie chimique, le sucre, les pneus, les vêtements et l'industrie pharmaceutique. Les principaux produits d'exportation de la Serbie en 2009 ont été : le fer et l'acier (0,64 md $), les vêtements (0,53 md $), les céréales (0,47 md $), les légumes (0,45 md $), les métaux non ferreux (0,44 md $). Les principaux produits de l'agriculture serbe sont le blé, le maïs, la betterave sucrière, le tournesol et le lait. La croissance moyenne de l'industrie serbe de 2000 à 2008 a été de 3,07 % par an.
| Taux de croissance industrielle                   | Taux de croissance industrielle | Taux de croissance industrielle | Taux de croissance industrielle | Taux de croissance industrielle | Taux de croissance industrielle | Taux de croissance industrielle | Taux de croissance industrielle | Taux de croissance industrielle | Taux de croissance industrielle | Taux de croissance industrielle |
| ------------------------------------------------- | ------------------------------- | ------------------------------- | ------------------------------- | ------------------------------- | ------------------------------- | ------------------------------- | ------------------------------- | ------------------------------- | ------------------------------- | ------------------------------- |
| Année                                             | 2000                            | 2001                            | 2002                            | 2003                            | 2004                            | 2005                            | 2006                            | 2007                            | 2008                            |                                 |
| Mines et carrières                                | 8,1                             | -12,8                           | 1,6                             | 0,8                             | -0,7                            | 2,1                             | 3,5                             | -0,6                            | 3,6                             |                                 |
| Fabrication                                       | 14,5                            | 0,7                             | 2,7                             | -4,6                            | 9,6                             | -0,7                            | 5,4                             | 4,3                             | 0,8                             |                                 |
| Électricité, gaz et eau                           | 2,1                             | 1,2                             | -1,7                            | 2,3                             | 0,1                             | 6,6                             | 2,2                             | 2,8                             | 1,8                             |                                 |
| Total de l'industrie                              | 11,4                            | 0,1                             | 1,8                             | -3,0                            | 7,1                             | 0,8                             | 4,7                             | 3,7                             | 1,1                             |                                 |
| Source 1 : Development bureau, Republic of Serbia |                                 |                                 |                                 |                                 |                                 |                                 |                                 |                                 |                                 |                                 |
| Source 2 : Statistical office, Republic of Serbia |                                 |                                 |                                 |                                 |                                 |                                 |                                 |                                 |                                 |                                 |

## Une économie ouverte aux investissements étrangers
La Serbie dispose de plans destinés à attirer les investisseurs étrangers. Le pays a des points forts, notamment :
- le taux d'imposition sur les entreprises le plus faible d'Europe (10 % en moyenne)[23];
- une économie en pleine croissance ;
- une main-d'œuvre qualifiée (plus de la moitié des Serbes entrant dans le marché du travail parlent couramment anglais)[23], notamment dans les domaines techniques et scientifiques, où les ingénieurs serbes sont parmi les plus performants[24].
- des subventions sont accordées aux investisseurs étrangers qui créent des emplois dans la recherche, le développement, la production et les services ;
- les frais fixes pour les entreprises sont faibles contrairement à ceux d'autres pays d'Europe[23] ;
- la Serbie est un pays prioritaire dans le plan d'Adetef, Groupement d'Intérêt Public qui coordonne l'action de coopération à l'étranger des ministères économiques et financiers[25].

Un rapport du sénat français en 2005 précise que « la France est le cinquième fournisseur de la Serbie-et-Monténégro (onzième en 2001) » pour une part de marché de 3,7 %
Le 12 mai 2011, le gouvernement serbe annonce que les taxes et contributions sociales versées par les employeurs seront réduites pour favoriser la politique de l'emploi dans les années à venir.
En 2015, sont annoncés de très importants investissements des Émirats arabes unis dans le pays portant notamment sur la construction d'un quartier d'affaires de  750 000 m2 sur la Save. Ils font suite à l'acquisition de milliers d’hectares de terres agricoles en Voïvodine par la Fondation Al-Dahra, à l'achat, en 2013, de la JAT, le transporteur aérien serbe, renommé Air Serbia, par la société émiratie Etihad Airways et à un contrat d'achat d'armes entre Emirates Advanced Research and Technology Holding (EARTH) et la société Yugoimport SDPR, concernant le développement de missiles air-sol.

## Potentiel de la Serbie
Selon Mark Dixon, PDG de Regus, « un certain nombre de facteurs – croissance du PIB supérieure aux attentes, candidature d’adhésion à l’Union européenne, engagement du gouvernement serbe à favoriser les investissements étrangers – fait naître une bonne dose d’optimisme quant au potentiel économique de la Serbie. D’ailleurs, les entreprises ne se font pas prier pour s’y implanter ou s’y développer, d’où une demande accrue de solutions de travail à la carte dans ce pays. »
Les banques serbes ont un potentiel très intéressant pour les investisseurs selon le fond East Capital Balkan fund. En effet, aucune grande banque serbe n'a investi dans les subprimes ou le marché américain, ce qui explique leur bonne résistance à la crise de 2008. La plupart des produits financiers qu'elles vendent, essentiellement tournés vers le marché domestique mais aussi vers les moyennes entreprises, sont basiques mais stables.
De nombreuses grandes banques étrangères comme la Société générale ou la Commerzbank ont des succursales ou des filiales dans le pays. Le Crédit agricole est lui l'une des premières banques d'assurances du pays depuis 2007, et compte en Serbie fin 2011 environ 900 employés et 100 000 clients.
Début 2011, l'Agence pour les investissements étrangers en Serbie a révélé qu'une centaine d'entreprises étrangères seraient intéressées à investir dans le pays les années à venir.
Les Chinois sont eux aussi intéressés par le potentiel du pays. Ainsi, des banques chinoises vont financer en grande partie la construction d'un vaste pont sur le Danube, d'une valeur de 170 millions d'euros.
En 2008, FIAT a racheté pour la somme record de 700 millions d'euros 67 % du groupe automobile serbe Zastava à partir duquel a été créée la coentreprise Fiat Automobil Serbia avec l'État serbe.
Le grand groupe français M.. Bricolage a annoncé en 2009 qu'il allait investir 40 millions d'euros en Serbie.
Le groupe Swarovski a lui annoncé qu'il allait y ouvrir une usine.
En mai 2011, le groupe d'habillement Benetton a racheté l'importante compagnie de textiles Nitex, alors que le groupe SNC-Lavalin a décroché durant la même période un contrat de 215 millions d'euros pour la modernisation d'une fonderie de cuivre, qui devrait à terme produire 80 000 tonnes d'anodes de cuivre par an.
L'agriculture serbe est aussi très prometteuse, et les sanctions économiques des années 1990 ont été avantageuses dans ce domaine, car les pesticides ayant été à l'époque soumis au blocus, les terres agricoles serbes sont aujourd'hui plus propres que celles des pays voisins.
0,3 % des terres arables serbes sont actuellement consacrées à l'agriculture bio, mais selon le ministère de l'agriculture, 75 % des terres peuvent être utilisées pour des cultures biologiques.

## Politique d'élimination douanière

### Russie
La Serbie pratique une politique d'élimination douanière avec la Russie depuis déjà plusieurs années. L'accord de libre-échange entre deux pays a été signé le 28 août 2000 (voir www.invest-export.irisnet.be/documents/16349/24447/Serbie+FR.pdf/498cabf8-7488-4a75-9bc9-7d8202254d86). L'ouverture du marché russe à la « petite Serbie » est une manne d'or, étant le seul pays d'Europe à bénéficier de cet accord. Toutes les marchandises produites en Serbie en accord avec les principes de l'OMC et touchées par l'accord de libre-échange pourront être vendues sur le marché russe sans aucune taxe. Le seul tarif douanier appliqué est l'enregistrement du droit de douane d'un montant de 1 %.
La liste des produits exclus de l'accord de libre-échange, est révisée chaque année. En avril 2009, le régime en franchise de droits a été étendue aux produits suivants: tous les médicaments, produits de confiserie, jus de pomme, bière de malt, vins de raisin frais, tous les savons, tous les vêtements de laine, les réfrigérateurs, les congélateurs et les appareils de réfrigération, machines à laver et à sécher, sièges en bois rembourrés, mobilier de bureau en bois, sacs de couchage, les draps et les produits similaires.
| Type d'exportation                        | en millions de $ |
| ----------------------------------------- | ---------------- |
| Produit phramaceutique                    | 61 millions de $ |
| produit plastique                         | 54 millions de $ |
| Papier                                    | 44 millions de $ |
| Appareil de climatisation et de chauffage | 33 millions de $ |
| Fruit                                     | 28 millions de $ |

La Russie exporte en Serbie, du fromage, du pétrole, du gaz naturel et de l'aluminium.

### Biélorussie
La Serbie prévoit de signer le même accord avec la Biélorussie

### Union européenne et autres pays
L'accord commercial intérimaire signé entre la Serbie et l'Union européenne est entré en vigueur le 1er janvier 2010. Il permet à la Serbie l'exportation dans les pays de l'UE de tous les produits serbes sans frais de douane ni taxes, hormis ceux soumis à des quotas (comme le vin et les produits de la pêche).
La Serbie est également membre de l'Accord de libre-échange centre-européen qui permet le libre-échange entre la Serbie et la plupart des pays des Balkans.
Le pays dispose aussi d'un statut préférentiel dans son commerce avec les États-Unis. L'exporation sans franchise de produits serbes aux États-Unis est possible pour plus de 4560 produits.
Des accords de libre-échange ont également été signés entre la Serbie, le Kazakhstan et la Turquie.
Un accord pour la création d'une zone de libre-échange a également été signé avec l'Ukraine en novembre 2011.

## Données économiques

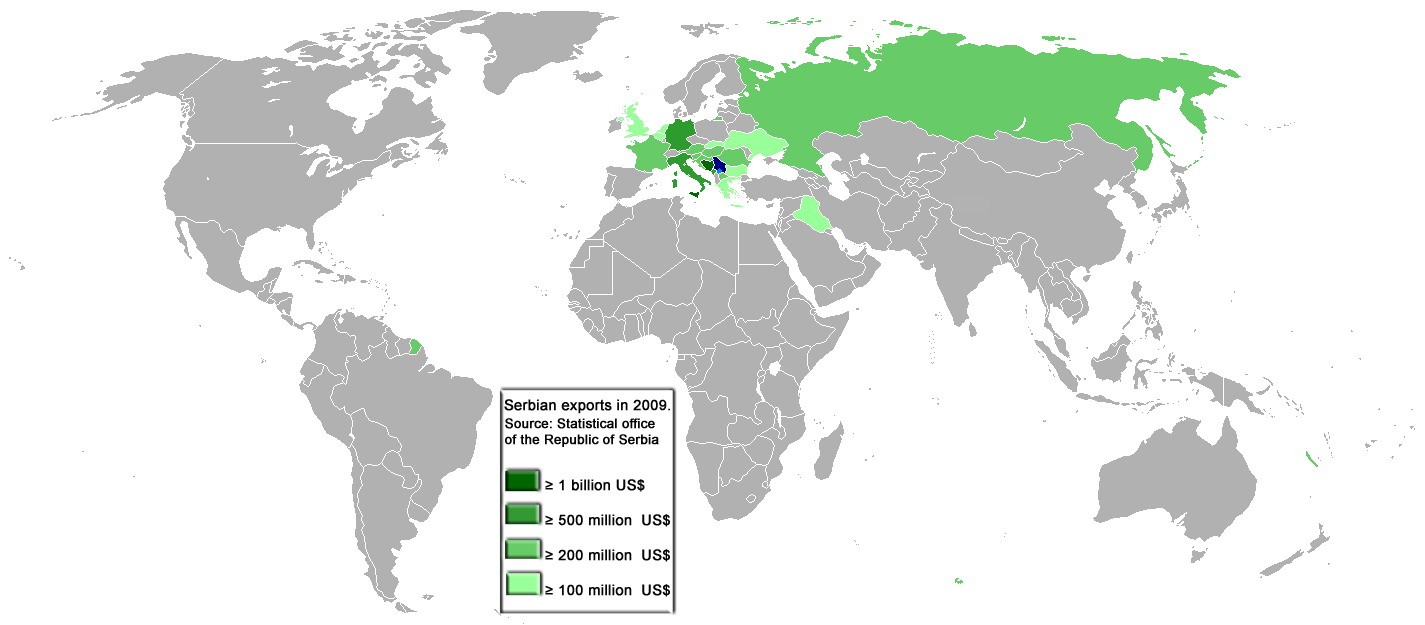
Exportations de la Serbie (2009)

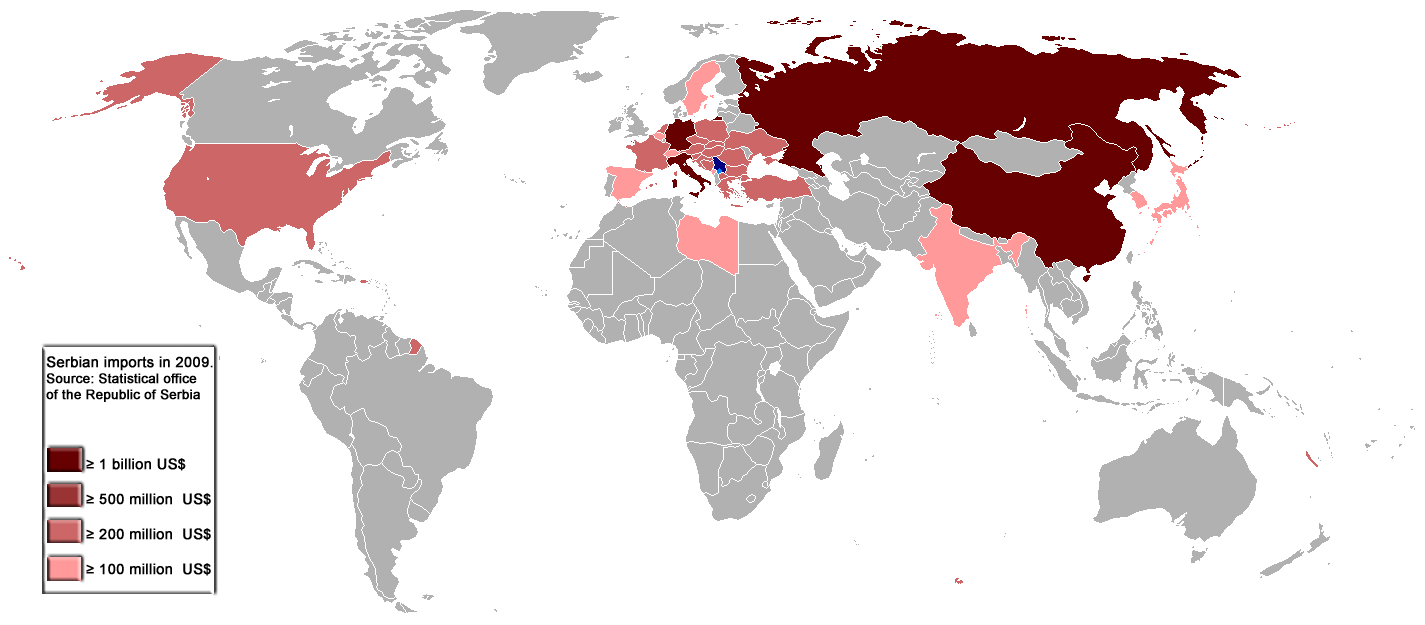
Importations de la Serbie (2009)

(août 2025).
PIB à parité de pouvoir d'achat - PPP- (2006)47 milliards USD (FMI)
PIB à PPP par habitant (2006)5 348 USD
Taux de croissance
|      | 1er Trimestre | 2eme | 3eme | 4eme |
| ---- | ------------- | ---- | ---- | ---- |
| 2016 | 3,8           | 2,0  | 2,8  | 2,7  |
| 2017 | 1,1           | 1,6  | 2,3  | 2,4  |
| 2018 | 4,9           | 4,8  |      |      |

Taux de chômage (2019)10,3%
Taux d’inflation (2019)1,3 % ;
comptes publicsexcédent de 1 % du PIB en 2006
Balance des paiements courantsdéficit de 10,5 % du PIB en 2006 (taux de couverture commercial de 49 %)
Principaux clients
| Pays               | Part des exportations serbes |
| ------------------ | ---------------------------- |
| Italie             | 12,2 % de parts de marché    |
| Allemagne          | 11,9 %                       |
| Bosnie-Herzégovine | 7,9 %                        |
| Roumanie           | 6 %                          |
| Russie             | 5,3 %                        |
| Montenegro         | 4,7%                         |
| Hongrie            | 4%                           |
| A.R.Y. Macédoine   | 3,8 %                        |
| Bulgarie           | 3,8                          |
| Croatie            | 3,5 %                        |
| France             | 3,5 %                        |

Principaux fournisseurs
| Pays      | Part des importations serbes |
| --------- | ---------------------------- |
| Allemagne | 13,4 %                       |
| Italie    | 9,3 %                        |
| Chine     | 8,4 %                        |
| Russie    | 7,9 %                        |
| Hongrie   | 4,8 %,                       |

1. ↑  6e rang en septembre 2007

Part des principaux secteurs d’activités dans le PIB
- agriculture : 16,3 %
- industrie : 31,8 %
- services : 51,9 %

Exportations de la France vers la Serbie (2018)477 millions €
Importations françaises de Serbie (2018)478 millions €

## Données sectorielles

### Secteur primaire
Environ 65 % de la superficie totale de la Serbie sont constitués de terres arables et 80 % de ces terres étaient détenues par des propriétaires privés. La région la plus fertile, qui forme également le centre de l'économie agricole du pays, est la plaine pannonienne, dans le nord de la province de Voïvodine. En 2010, cette économie agricole représentait environ 12,60 % du produit intérieur brut et, en 2009, employait environ 23,90 % de la population active. Parmi les cultures principales, on peut citer la production de fruits rouges, notamment les framboises, dont la Serbie, avec 80 000 tonnes, est un des principaux exportateurs au monde ; le pays produit également du maïs, du blé, des betteraves sucrières, des pommes de terre, des prunes et des pommes. La viticulture joue également un rôle important dans l'économie agricole du pays, notamment dans la région de la Fruška gora.
28,60 % des terres agricoles sont constituées de pâturages. On y élève des porcs (3 631 000 têtes en 2009), des ovins (1 647 000 têtes en 2009) et des bovins (1 002 000 têtes en 2009), notamment dans le sud-ouest du pays.
30 % de la superficie du pays est recouverte de forêts.

### Secteur secondaire
En 2009, le secteur secondaire représentait 22,60 % du produit intérieur brut et occupait 20,50 % de la population active. La plupart des entreprises existantes ont été autrefois des entreprises publiques qui ont été progressivement privatisées à partir de 1997. Le secteur industriel en Serbie se caractérise par un nombre élevé de petites et moyennes entreprises.

#### Agroalimentaire
En raison de la situation favorable de l'agriculture serbe, le secteur agroalimentaire est bien représenté, par exemple avec des sociétés comme Imlek, qui fabrique des produits laitiers ou Soja protein qui fabrique des produits à base de soja. De nombreuses sociétés travaillent dans le secteur de l'industrie sucrière, comme Crvenka fabrika šećera ou dans le secteur des boissons, comme Vino župa qui fabrique des vins et des jus de fruits, BB Minaqua et Voda Vrnjci qui, entre autres, mettent en bouteilles de l'eau minérale ou BIP Beograd qui fabrique de la bière.